# آرامگاه سید صبور
بقعه سید صبور مربوط به دوره قاجار است و در دزفول، محله صحرابدر مشرقی واقع شده و این اثر در تاریخ ۹ اردیبهشت ۱۳۸۲ با شمارهٔ ثبت ۸۳۸۴ به‌عنوان یکی از آثار ملی ایران به ثبت رسیده است همچنین این امامزاده یک هیئت تبل زنی دارد که در ماه محرم فعالیت دارد.
این بنا در سال 1364 در حمله موشکی عراق آسیب دید ولی تخریب نشد و سالهای بعد به همت حاج حسن جدیدزاده احیا گردید.